# Загублений батальйон
«Втрачений батальйон» — епізод під час Мез-Аргоннської операції, коли 9 рот 77-ї піхотної дивізії США (557 солдатів) були оточені силами німецької армії в Аргоннському лісі. Усього з 557 учасників битви було врятовано 194 солдатів.
У батальйону було дуже багато труднощів, зокрема, нестача води та їжі. За водою доводилося повзти під вогнем ворога. Патрони швидко кінчались. Єдиним засобом зв'язку був поштовий голуб, через котрого йшли усі повідомлення. Ім'я цього голуба було Чер Амі. 

4 жовтня було надіслано повідомлення солдатам, які знаходилися за оточенням: 
Ми знаходимось на дорожній паралелі 276,4. Наша артилерія б'є снарядами влучно в нас. Заради Бога, припинить це!

## Нагороджені

### Медаль Пошани
- Майор Чарльз Вайт Вістлей
- Капітан Джордж Гібсон Маккартні
- Капітан Нельсон Майлс Холдерман
- Перший Лейтенант Гарольд Єрнест Гетллер
- Другий Лейтенант Єрвін Рассел Блеклей
- Сержант Бенджамін Кауфманн
- Рядовий Арчі Пек

## Пам'ять про «Втрачений батальйон»
Гурт Sabaton у своєму альбомі The Last Stand посвятили пісню «The Lost Battalion» саме цьому інцидентові.
Було знято фільм «Загублений батальйон».